# Кристенсен, Клейтон
Клейтон Маглби Кристенсен (англ. Clayton Magleby Christensen; 6 апреля 1952 – 23 января 2020) — американский учёный, теоретик менеджмента, разработавший теорию «подрывных инноваций», которую назвали самой влиятельной бизнес-идеей начала XXI века, один из основателей методологии разработки Jobs to Be Done. Журнал The Economist назвал его «самым влиятельным мыслителем в области менеджмента своего времени». Профессор делового администрирования в Гарвардской школе бизнеса (HBS), а также работал в Церкви Иисуса Христа Святых последних дней (Церковь СПД).
Кристенсен также был соучредителем Rose Park Advisors, фирмы венчурного капитала, и Innosight, консалтинговой и инвестиционной фирмы, специализирующейся на инновациях.

## Ранняя жизнь и образование
Клейтон Кристенсен родился 6 апреля 1952 года в Солт-Лейк-Сити, штат Юта, и был вторым из восьми детей Роберта М. Кристенсена (1926—1976) и его жены Верды Мэй Кристенсен (урожденная Фуллер; 1922—2004). Вырос в районе Роуз-Парк в Солт-Лейк-Сити и учился в Западной средней школе, где был президентом студенческого сообщества. Кристенсен, его братья и сестры воспитывались как члены Церкви СПД. Будучи высоким (2.03 м), Кристенсен был заядлым баскетболистом, и играл на позиции центрового в студенческой баскетбольной команде во время учёбы в Оксфордском университете.
После окончания средней школы в 1970 году Кристенсен был принят в Гарвардский университет, Йельский университет и Университет Бригама Янга (BYU), но «решил сделать выбор через молитву», после которой, почувствовав «ясность», выбрал BYU, который предоставил ему полную стипендию. Он специализировался на экономике. Среди его однокурсников были будущий кандидат в президенты Митт Ромни и будущий декан Гарварда Ким Б. Кларк. С 1971 по 1973 годы взял академический отпуск, чтобы поработать на добровольных началах миссионером в Церкви СПД. Его направили служить в Южную Корею, где он выучил корейский язык. Кристенсен вернулся в BYU в 1973 году и в 1975 году получил диплом бакалавра с отличием по экономике. Он выиграл стипендию Родса и два года изучал прикладную эконометрику в Оксфордском Королевском колледже, получив степень магистра в 1977 г. Затем Кристенсен вернулся в Соединённые Штаты и отучился в Гарвардской школе бизнеса, получив диплом MBA с отличием в 1979 году

## Карьера
После получения степени MBA в 1979 году Кристенсен начал работать консультантом в Boston Consulting Group (BCG), позже став руководителем проектов. В 1982 году он был приглашен на стажировку в Белый дом, помощником министра транспорта США под руководством Дрю Льюиса и Элизабет Доул. В 1984 году он и несколько профессоров из Массачусетского технологического института основали передовую керамическую компанию под названием Ceramics Process Systems Corporation (ныне известная как CPS Technologies). Кристенсен был её президентом и главным исполнительным директором до конца 1980-х годов, затем решил покинуть компанию и стать профессором университета. В 1992 году в Гарварде он получил степень доктора делового администрирования. После получения докторской степени Кристенсен поступил на работу на факультет Гарвардской школы бизнеса и установил своего рода рекорд, получив звание «полного» профессора всего за шесть лет.
В 2000 году Кристенсен основал консалтинговую фирму Innosight LLC. В 2005 году вместе со своими коллегами из Innosight он основал Innosight Ventures, венчурную фирму, специализирующуюся на инвестировании в Южную, Юго-Восточную и Восточную Азию. В 2007 году он стал соучредителем Rose Park Advisors LLC (названного в честь района в Солт-Лейк-Сити, где он вырос), инвестиционной компании, которая применяет его исследования в качестве инвестиционной стратегии.
Кристенсен входил в совет директоров Tata Consultancy Services (NSE: TCS), Franklin Covey (NYSE: FC) и Фонда Бекета за свободу религии. Некоторое время он также работал в редакции Deseret News.
В HBS Кристенсен преподавал разработанный им факультативный курс под названием «Построение и поддержание успешного предприятия», который учит, как построить устойчивую, успешную компанию и управлять ею или преобразовать существующую организацию. Кристенсен был удостоен звания полного профессора со сроком пребывания в должности в 1998 году, а также получил восемь почетных докторских степеней и должность почетного профессора в Национальном университете Цинхуа на Тайване .
Кристенсен стал автором десяти бестселлеров, в том числе его основной работы «Дилемма новатора» (1997), получившей награду Global Business Book Award как лучшая книга года по бизнесу. Одна из его основных концепций, изложенных в книге: теория подрывных инновации. Из-за постоянного неправильного толкования Кристенсен часто писал статьи, пытаясь объяснить концепцию ещё детальнее. Некоторые из его других книг посвящены конкретным отраслям и социальным вопросам, таким как образование и здравоохранение. Disrupting Class (2008) рассматривает основные причины проблем школ и предлагает решения, в то время как The Innovator’s Prescription (2009) исследует проблемы и предлагает решения для американской системы здравоохранения. Последние две книги получили множество наград как лучшие книги по образованию и здравоохранению в соответствующие годы публикации. Innovator’s Prescription была также награждена премией Джеймса А. Гамильтона в 2010 году Колледжем руководителей здравоохранения. В 2011 году Кристенсен опубликовал две книги: «Инновационный университет» и «ДНК новатора» (Harvard Business Press)

## Личная жизнь
Кристенсен и его жена Кристин (урожденная Куинн) поженились в 1976 году. У них было три сына, Мэтью, Майкл и Спенсер, и две дочери, Энн и Кэтрин. Их старший сын, Мэтью Кристенсен (род. 1977), был членом баскетбольной команды национального чемпионата Университета Дьюка 2001 года.
Как член Церкви СПД Кристенсен служил с 1971 по 1973 год в качестве миссионера в Корее и бегло говорил по-корейски. Он служил на нескольких руководящих должностях в церкви, в том числе в семидесяти округе с 2002 по 2009 год, советником в Массачусетской Бостонской миссии и епископом. Его книга «Сила повседневных миссионеров» стала ведущей работой Церкви СПД о том, как люди могут участвовать в проповеди Евангелия, независимо от их положения в церкви. Он также приложил много усилий для издания книги Кристен Смит Дейли «За всех святых» по истории Церкви СПД в Новой Англии, опубликованной в 2012 году, к которой Кристенсен написал предисловие.
В феврале 2010 года у Кристенсена была диагностирована фолликулярная лимфома, а в июле 2010 года случился ишемический инсульт, который отразился на речи. Позже была диагностирована лейкемия. Кристенсен умер 23 января 2020 года в возрасте 67 лет из-за осложнений, вызванных раком.

## Награды
- В 2011 году Forbes назвал его «одним из самых влиятельных теоретиков бизнеса за последние 50 лет».
- И в 2011, и в 2013 году он занимал первое место в рейтинге Thinkers 50, который присуждается дважды в год и считается самым престижным мировым рейтингом мыслителей в области менеджмента.
- В 2017 году он занял 3-е место в списке Thinkers 50
- Получил Премию Герберта Саймона в 2014 году
- В 2015 году был удостоен награды Эдисона за достижения за его приверженность инновациям на протяжении всей своей карьеры.
- Премия Университета Бригама Янга за выдающиеся заслуги в 2015 году

### Статьи
- Christensen, Clayton M.; Bower, Joseph L. (January-February 1995), Disruptive technologies: catching the wave, Harvard Business Review{{citation}}:  Википедия:Обслуживание CS1 (формат даты) (ссылка)
- Christensen, Clayton M.; Overdorf, Michael (March-April 2000), Meeting the challenge of disruptive change, Harvard Business Review{{citation}}:  Википедия:Обслуживание CS1 (формат даты) (ссылка)
- Christensen, Clayton M.; Bohmer, Richard (September-October 2000), Will disruptive innovations cure health care?, Harvard Business Review, 78 (5): 102–12, 199, PMID 11143147{{citation}}:  Википедия:Обслуживание CS1 (формат даты) (ссылка)
- Christensen, Clayton M.; Cook, Scott (December 2005), Marketing malpractice: the cause and the cure, Harvard Business Review
- Christensen, Clayton M.; Marx, Matthew (October 2006), The tools of cooperation and change, Harvard Business Review
- Christensen, Clayton M.; Baumann, Heiner (December 2006), Disruptive innovation for social change, Harvard Business Review
- Christensen, Clayton M. (July-August 2010), How will you measure your life?, Harvard Business Review{{citation}}:  Википедия:Обслуживание CS1 (формат даты) (ссылка)
- Christensen, Clayton M .; Диллон, Карен; Холл, Тэдди; Дункан, Дэвид (сентябрь 2016 г.), «Знайте, что нужно делать своему клиенту», Harvard Business Review
- Christensen, Clayton M .; Бартман, Том; Ван Бевер, Дерек (сентябрь 2016 г.), «Жесткая правда об инновациях в бизнес-моделях», MIT Sloan Management Review

### Книги
- Christensen, Clayton M. The innovator's dilemma: when new technologies cause great firms to fail. — Boston, Massachusetts, USA : Harvard Business School Press, 1997. — ISBN 978-0-87584-585-2.  Christensen, Clayton M. The innovator's dilemma: when new technologies cause great firms to fail. — Boston, Massachusetts, USA : Harvard Business School Press, 1997. — ISBN 978-0-87584-585-2.  Christensen, Clayton M. The innovator's dilemma: when new technologies cause great firms to fail. — Boston, Massachusetts, USA : Harvard Business School Press, 1997. — ISBN 978-0-87584-585-2.
- Christensen, Clayton M. (2003), The innovator's solution: creating and sustaining successful growth, Boston, Massachusetts, USA: Harvard Business School Press, ISBN 978-1-57851-852-4  Christensen, Clayton M. (2003), The innovator's solution: creating and sustaining successful growth, Boston, Massachusetts, USA: Harvard Business School Press, ISBN 978-1-57851-852-4  Christensen, Clayton M. (2003), The innovator's solution: creating and sustaining successful growth, Boston, Massachusetts, USA: Harvard Business School Press, ISBN 978-1-57851-852-4
- Christensen, Clayton M. (2003), Innovation and the general manager, Boston, Massachusetts, USA: Harvard Business Press, ISBN 978-0-07-365915-2  Christensen, Clayton M. (2003), Innovation and the general manager, Boston, Massachusetts, USA: Harvard Business Press, ISBN 978-0-07-365915-2  Christensen, Clayton M. (2003), Innovation and the general manager, Boston, Massachusetts, USA: Harvard Business Press, ISBN 978-0-07-365915-2
- Christensen, Clayton M. (2004), Seeing what's next: using the theories of innovation to predict industry change, Boston, Massachusetts, USA: Harvard Business School Press, ISBN 978-1-59139-185-2  Christensen, Clayton M. (2004), Seeing what's next: using the theories of innovation to predict industry change, Boston, Massachusetts, USA: Harvard Business School Press, ISBN 978-1-59139-185-2  Christensen, Clayton M. (2004), Seeing what's next: using the theories of innovation to predict industry change, Boston, Massachusetts, USA: Harvard Business School Press, ISBN 978-1-59139-185-2
- Christensen, Clayton M. (2008), Disrupting class: how disruptive innovation will change the way the world learns, New York, New York, USA: McGraw-Hill, ISBN 978-0-07-159206-2  Christensen, Clayton M. (2008), Disrupting class: how disruptive innovation will change the way the world learns, New York, New York, USA: McGraw-Hill, ISBN 978-0-07-159206-2  Christensen, Clayton M. (2008), Disrupting class: how disruptive innovation will change the way the world learns, New York, New York, USA: McGraw-Hill, ISBN 978-0-07-159206-2
- Christensen, Clayton M. (2008), The innovator's prescription: a disruptive solution for health care, New York, New York, USA: McGraw-Hill, ISBN 978-0-07-159208-6  Christensen, Clayton M. (2008), The innovator's prescription: a disruptive solution for health care, New York, New York, USA: McGraw-Hill, ISBN 978-0-07-159208-6  Christensen, Clayton M. (2008), The innovator's prescription: a disruptive solution for health care, New York, New York, USA: McGraw-Hill, ISBN 978-0-07-159208-6
- Christensen, Clayton M. (2011), The Innovative University: Changing the DNA of Higher Education, New York, New York, USA: John Wiley & Sons, ISBN 978-1-11-806348-4  Christensen, Clayton M. (2011), The Innovative University: Changing the DNA of Higher Education, New York, New York, USA: John Wiley & Sons, ISBN 978-1-11-806348-4  Christensen, Clayton M. (2011), The Innovative University: Changing the DNA of Higher Education, New York, New York, USA: John Wiley & Sons, ISBN 978-1-11-806348-4
- Christensen, Clayton M. (2012), How Will You Measure Your Life?, New York, New York, USA: HarperBusiness, ISBN 9780062102416  Christensen, Clayton M. (2012), How Will You Measure Your Life?, New York, New York, USA: HarperBusiness, ISBN 9780062102416  Christensen, Clayton M. (2012), How Will You Measure Your Life?, New York, New York, USA: HarperBusiness, ISBN 9780062102416
- Christensen, Clayton M. (2013), The Power of Everyday Missionaries, Salt Lake City, Utah, USA: Deseret Book, ISBN 978-1609073169  Christensen, Clayton M. (2013), The Power of Everyday Missionaries, Salt Lake City, Utah, USA: Deseret Book, ISBN 978-1609073169  Christensen, Clayton M. (2013), The Power of Everyday Missionaries, Salt Lake City, Utah, USA: Deseret Book, ISBN 978-1609073169
- Christensen, Clayton M. (2016), Competing Against Luck, New York, New York, USA: HarperBusiness, ISBN 978-0062435613  Christensen, Clayton M. (2016), Competing Against Luck, New York, New York, USA: HarperBusiness, ISBN 978-0062435613  Christensen, Clayton M. (2016), Competing Against Luck, New York, New York, USA: HarperBusiness, ISBN 978-0062435613
- Christensen, Clayton M .; Оджомо, Эфоса; Диллон, Карен (2019), Парадокс процветания: как инновации могут вывести нации из бедности, Нью-Йорк, Нью-Йорк, США: HarperBusiness, ISBN 9780062851826 .